# 龙凤镇 (渠县)
龙凤乡，是中华人民共和国四川省达州市渠县下辖的一个乡镇级行政单位。

## 行政区划
龙凤乡下辖以下地区：
龙凤社区、观阁村、紫凤村、龙台村、黄渡村、娱乐村、茶山村、宝珠村和踏水村。